# 짐 파슨스
제임스 조지프 "짐" 파슨스(영어: James Joseph "Jim" Parsons, 1973년 3월 24일 ~ )는 미국의 배우이며, CBS에서 방영한 빅뱅이론의 셸던 쿠퍼로 잘 알려져 있다.

## 출연 작품
- 나는 악마를 사랑했다 - 래리 심슨 역

## 수상 경력
- 2009년 TCA어워즈 코미디부문 업적상
- 2010년 온라인영화&텔레비전협회상 TV코미디부문 남우주연상
- 2010년 제62회 에미상 코미디부문 남우주연상
- 2011년 제68회 골든글로브시상식 TV뮤지컬/코미디부문 남우주연상
- 2011년 제1회 크리틱스초이스텔레비전어워즈 코미디부문 남우주연상
- 2011년 온라인영화&텔레비전협회상 TV코미디부문 남우주연상
- 2011년 제63회 에미상 코미디부문 남우주연상
- 2012년 온라인영화&텔레비전협회상 TV코미디부문 남우주연상
- 2013년 TV조합시상식 가장좋아하는 남자배우상
- 2013년 제15회 틴 초이스 어워즈 TV코미디부문 초이스 남자배우상
- 2013년 제65회 에미상 코미디부문 남우주연상
- 2014년 제4회 크리틱스초이스텔레비전어워즈 코미디부문 남우주연상
- 2014년 온라인영화&텔레비전협회상 TV코미디부문 남우주연상
- 2014년 제66회 에미상 코미디부문 남우주연상